# アマ目
アマ目（Linales）は、被子植物門双子葉植物綱の目である。クロンキスト体系では、バラ亜綱の下位の目であったが、APG植物分類体系ではキントラノオ目に含まれた。

## 分類

### APG植物分類体系
APG植物分類体系では、アマ目の名称は使用されていない。

### クロンキスト体系
クロンキスト体系ではバラ亜綱に含まれ、下位クラスに5科が含む。
- 被子植物門 Magnoliophyta
  - 双子葉植物綱 Magnoliopsida
    - バラ亜綱 Rosidae
      - アマ目 Linales
        - コカノキ科 Erythroxylaceae
        - フミリア科 Humiriaceae
        - イクソナンテス科 Ixonanthaceae
        - ヒウゴニア科 Hugoniaceae
        - アマ科 Linaceae

### 新エングラー体系
新エングラー体系では、アマ目の名称は使用されていない。